# Ригли (Тенеси)
Ригли (енгл. Wrigley) насељено је место без административног статуса у америчкој савезној држави Тенеси.

## Демографија
По попису из 2010. године број становника је 281.
| Група             | 2000.    | 2010.       |
| Белци             | 0 (0,0%) | 222 (79,0%) |
| Афроамериканци    | 0 (0,0%) | 50 (17,8%)  |
| Азијати           | 0 (0,0%) | 0 (0,0%)    |
| Хиспаноамериканци | 0 (0,0%) | 0 (0,0%)    |
| Укупно            | 0        | 281         |